# Nàssir-ad-Dawla ibn Hamdan
Nàssir-ad-Dawla ibn Hamdan —àrab: ناصر الدولة بن حمدان, Nāṣir ad-Dawla b. Ḥamdān— fou un emir i visir fatimita que va arribar a exercir el poder a Egipte. Era descendent dels hamdànides.
El 1062 les milícies sudaneses de la regent foren derrotades per les tropes turques i amazigues unides sota el comandament de Nasir al-Dawla ibn Hamdan, governador de Damasc. Els derrotats foren expulsats cap al Said (Alt Egipte) però fins al 1067 les lluites van seguir; en aquest darrer any finalment els negres van poder ser rebutjats definitivament al sud. Però el Said va haver de patir els seus saquejos.
D'altra banda Nasir al-Dawla es va enfrontar amb els turcs i fou derrotat per una tropa manada pel mateix califa personalment (1068/1069). El derrotat va cridar en ajut al seljúcida Alp Arslan però abans de rebre cap suport va aconseguir restaurar la seva autoritat al Caire i al Delta del Nil amb el suport dels àrabs i els amazics Lawata; el califa al-Mústansir es va haver d'acontentar amb una pensió de 100 dinars al mes.
Nasir al-Dawla va agafar el títol de Sultan al-Dawla i va intentar restablir la khutba en nom del califa abbàssida. El 1069 les ciutats santes de Medina i la Meca van reconèixer altre cop al califa abbàssida abandonant al fatimita. Les devastacions de les tropes arreu del país havien aturat l'agricultura tot i que les crescudes del Nil foren bones, la fam va assolar al país i va durar del 1067 al 1072, cada cop més desastrosa. Fins i tot la família del califa i molta població civil, es va refugiar a Síria o a l'Iraq. Els palaus reials havien estat saquejats i Fustat va ser saquejada dues vegades i incendiada per Nasir al-Dawla.
El març de 1073 va morir assassinat amb tots els membres de la seva facció, per la facció turca rival dirigida per Ildeguz, que va tractar millor al califa.